# Dziemiachi (stacja kolejowa)
Dziemiachi (biał. Дземяхі, ros. Демехи) – stacja kolejowa w pobliżu miejscowości Dziemiachi, w rejonie rzeczyckim, w obwodzie homelskim, na Białorusi. Leży na linii Homel - Łuniniec - Żabinka.